# Aeródromo Militar de Lisboa

O Aeródromo Militar de Lisboa, ou Aeródromo de Trânsito n.º 1 (AT1) da Força Aérea Portuguesa, é o terminal militar do Aeroporto de Lisboa.

## Histórico
A criação do Aeródromo Militar de Lisboa teve origem na instalação da aviação militar no Aeroporto de Lisboa, a 1 de maio de 1944, altura em que - em virtude das ameaças surgidas com a Segunda Guerra Mundial - aí passou a estar estacionada a Esquadrilha Independente de Aviação de Caça. Essa unidade tinha por missão assegurar a defesa aérea imediata da cidade de Lisboa. Por essa ocasião, começaram também aí a instalar-se outras unidades aéreas militares, nomeadamente a Esquadrilha B das Forças Aéreas da Armada, constituída por aviões de luta anti-submarina de base terrestre da Marinha Portuguesa.
Com a criação da Força Aérea Portuguesa (FAP), é criado em 1955, o Aeródromo-Base n.º 1 (AB1) vocacionado para as missões de transporte aéreo militar. O AB1 serve de sede aos Transportes Aéreos Militares (TAM), que agrupam as esquadras de transporte aéreo estratégico da FAP, equipadas com aeronaves Douglas DC-6 e mais tarde Boeing 707. Em 10 de outubro de 1978, o aeródromo passa a designar-se "Aeródromo de Trânsito n.º 1".

## Características
Estando localizado no aeroporto da capital portuguesa, o AT1 é o principal centro de transporte aéreo militar de Portugal. É popularmente conhecido por "Aeroporto Militar de Figo Maduro", em referência à antiga Azinhaga de Figo Maduro, sita na freguesia do Prior Velho, confinante com o terminal militar.